# AIK Fotbolls säsong 1912
AIK Fotboll lyckades säsongen 1912 ta sig till semifinal i SM, där man förlorade mot Örgryte IS. Två AIK-spelare fanns med i det svenska fotbollslaget vid OS 1912, nämligen Kalle Ansén och Helge Ekroth.
Svenska mästerskapet i fotboll 1912
Omgång 1: AIK - Köpings IS 10-0

Kvartsfinal: AIK - Mariebergs IK 2-0

Semifinal: Örgryte IS - AIK 1-0